# Moyuka Uchijima
Moyuka Uchijima (内島 萌夏?, Uchijima Moyuka; Kuala Lumpur, 11 agosto 2001) è una tennista giapponese.

## Biografia

### Origini
Moyuka Uchijima è nata in Malesia da padre giapponese e madre malese.

### Carriera
Ha vinto 13 titoli nel singolare e 11 titoli nel doppio nel circuito ITF nella sua carriera. Il 7 aprile 2025 ha raggiunto il best ranking mondiale nel singolare al n°51, e il 12 giugno 2023 invece ha conseguito il suo best ranking mondiale nel doppio, n°101.

## Statistiche WTA

### Doppio

#### Vittorie (1)
| Legenda              |
| -------------------- |
| Grande Slam (0)      |
| Ori Olimpici (0)     |
| WTA Finals (0)       |
| WTA Elite Trophy (0) |
| Dal 2021             |
| WTA 1000 (0)         |
| WTA 500 (0)          |
| WTA 250 (1)          |

| N. | Data            | Torneo                 | Superficie | Compagna  | Avversarie in finale          | Punteggio   |
| 1. | 3 novembre 2024 | Jiangxi Open, Jiujiang | Cemento    | Guo Hanyu | Katarzyna Piter Fanny Stollár | 7–6(5), 7–5 |

#### Sconfitte (1)
| Legenda              |
| -------------------- |
| Grande Slam (0)      |
| Argenti Olimpici (0) |
| WTA Finals (0)       |
| WTA Elite Trophy (0) |
| Dal 2021             |
| WTA 1000 (0)         |
| WTA 500 (0)          |
| WTA 250 (1)          |

| N. | Data              | Torneo                 | Superficie | Compagna     | Avversarie in finale           | Punteggio |
| 1. | 22 settembre 2024 | Thailand Open, Hua Hin | Cemento    | Eudice Chong | Anna Danilina Irina Chromačëva | 4-6, 5-7  |

## Circuito WTA 125

### Doppio

#### Sconfitte (1)
| N. | Data           | Torneo                       | Superficie | Compagna           | Avversarie in finale          | Punteggio   |
| 1. | 14 agosto 2022 | Thoreau Tennis Open, Concord | Cemento    | Peangtarn Plipuech | Varvara Flink Coco Vandeweghe | 3-6, 6(3)-7 |

## Statistiche ITF

### Singolare

#### Vittorie (13)
| Torneo $100.000 (3) |
| Torneo $80.000 (0)  |
| Torneo $60.000 (3)  |
| Torneo $40.000 (2)  |
| Torneo $25.000 (2)  |
| Torneo $15.000 (3)  |

| N.  | Data             | Torneo                                                   | Superficie  | Avversaria in finale   | Punteggio     |
| 1.  | 20 ottobre 2019  | Cal-Comp and XYZ Printing ITF World Tennis Tour, Hua Hin | Cemento     | Mananchaya Sawangkaew  | 6-2, 6-4      |
| 2.  | 29 agosto 2021   | Magic Hotel Tours, Monastir                              | Cemento     | Jenna DeFalco          | 7-5, 6-2      |
| 3.  | 5 settembre 2021 | Magic Hotel Tours, Monastir                              | Cemento     | Ingrid Gamarra Martins | 6-1, 6–4      |
| 4.  | 25 dicembre 2021 | NECC ITF International Women's Tournament, Pune          | Cemento     | Diāna Marcinkēviča     | 6-2, 7-5      |
| 5.  | 20 febbraio 2022 | TBC Porto Open, Porto                                    | Cemento (i) | Léolia Jeanjean        | 6-3, 6-1      |
| 6.  | 27 marzo 2022    | ACT Clay Court International, Canberra                   | Terra rossa | Olivia Gadecki         | 6-2, 6-2      |
| 7.  | 24 luglio 2022   | President's Cup, Nur-Sultan                              | Cemento     | Natalija Stevanović    | 6-3, 7-6(2)   |
| 8.  | 31 dicembre 2023 | Ganesh Naik ITF Women's Tennis Tournament, Navi Mumbai   | Cemento     | Ekaterina Makarova     | 6-4, 6-1      |
| 9.  | 28 gennaio 2024  | NECC-DECCAN ITF Women's Tournament, Pune                 | Cemento     | Tina Nadine Smith      | 6-4, 6-0      |
| 10. | 14 aprile 2024   | Zaragoza Open, Saragozza                                 | Terra rossa | Jéssica Bouzas Maneiro | 6-1, 6-2      |
| 11. | 5 maggio 2024    | Kangaroo Cup, Gifu                                       | Cemento     | Arina Rodionova        | 6-3, 6-3      |
| 12. | 12 maggio 2024   | Empire Slovak Open, Trnava                               | Terra rossa | Mona Barthel           | 7-6(3), 6-3   |
| 13. | 19 maggio 2024   | Open Villa de Madrid, Madrid                             | Terra rossa | Leyre Romero Gormaz    | 5-7, 6-4, 7-5 |

#### Sconfitte (4)
| Torneo $100.000 (0) |
| Torneo $80.000 (1)  |
| Torneo $60.000 (2)  |
| Torneo $40.000 (0)  |
| Torneo $25.000 (1)  |
| Torneo $15.000 (0)  |

| N. | Data             | Torneo                                          | Superficie  | Avversaria in finale | Punteggio     |
| 1. | 6 maggio 2018    | Kangaroo Cup, Gifu                              | Cemento     | Kurumi Nara          | 2-6, 6(4)-7   |
| 2. | 17 luglio 2022   | Nur-Sultan International Tournament, Nur-Sultan | Cemento     | Marija Tkačeva       | 6(2)–7, 2–6   |
| 3. | 20 novembre 2022 | Ando Securities Open, Tokyo                     | Cemento (i) | Wang Xinyu           | 1-6, 6-4, 3-6 |
| 4. | 12 marzo 2023    | BeeTV Women's, Astana                           | Cemento (i) | Jang Su-jeong        | 1-6, 4-6      |

### Doppio

#### Vittorie (11)
| Torneo $100.000 (1) |
| Torneo $80.000 (0)  |
| Torneo $60.000 (5)  |
| Torneo $40.000 (1)  |
| Torneo $25.000 (3)  |
| Torneo $15.000 (1)  |

| N.  | Data             | Torneo                                                          | Superficie  | Compagna             | Avversarie in finale                         | Punteggio        |
| 1.  | 24 febbraio 2019 | All Japan Indoor Tennis Championships, Kyoto                    | Cemento (i) | Eri Hozumi           | Chen Pei-hsuan Wu Fang-hsien                 | 6-4, 6-3         |
| 2.  | 15 giugno 2019   | Trofeu Internacional Ciutat de Barcelona, Barcellona            | Terra rossa | Kyōka Okamura        | Marina Bassols Ribera Yvonne Cavallé Reimers | 7-6(7), 6-4      |
| 3.  | 22 febbraio 2020 | All Japan Indoor Tennis Championships, Kyoto                    | Cemento (i) | Erina Hayashi        | Hsieh Yu-chieh Minori Yonehara               | 7-5, 5-7, [10-6] |
| 4.  | 4 settembre 2021 | Magic Hotel Tours, Monastir                                     | Cemento     | Ma Yexin             | Ingrid Gamarra Martins Jazmín Ortenzi        | 6-2, 2-6, [10-6] |
| 5.  | 26 novembre 2021 | Internazionali Tennis Val Gardena Südtirol, Ortisei             | Cemento (i) | Eudice Chong         | Susan Bandecchi Ylena In-Albon               | 6-2, 1-6, [10-5] |
| 6.  | 3 dicembre 2021  | ITF Women Val Gardena Südtirol Raiffeisen, Selva di Val Gardena | Cemento (i) | Eudice Chong         | Alicia Barnett Olivia Nicholls               | 7-5, 6-1         |
| 7.  | 25 marzo 2023    | Pelti International Tennis Championship, Jakarta                | Cemento     | Ma Yexin             | Luksika Kumkhum Peangtarn Plipuech           | 6-0, 6-2         |
| 8.  | 3 giugno 2023    | Internazionali Femminili di Brescia, Brescia                    | Terra rossa | Mai Hontama          | Alëna Fomina-Klotz Olivia Tjandramulia       | 6-1, 6-0         |
| 9.  | 10 giugno 2023   | Internazionali Femminili di Tennis Città di Caserta, Caserta    | Terra rossa | Anastasija Tichonova | Despina Papamichail Camilla Rosatello        | 6-4, 6-2         |
| 10. | 21 ottobre 2023  | Shenzhen Longhua Open, Shenzhen                                 | Cemento     | Kristina Mladenovic  | Tímea Babos Kateryna Volodko                 | 6-2, 7-5         |
| 11. | 2 marzo 2024     | Empire Women's Indoor, Trnava                                   | Cemento (i) | Lulu Sun             | Weronika Falkowska Fanny Stollár             | 6-4, 7-6(3)      |

#### Sconfitte (5)
| Torneo $100.000 (0) |
| Torneo $80.000 (0)  |
| Torneo $60.000 (3)  |
| Torneo $40.000 (0)  |
| Torneo $25.000 (2)  |
| Torneo $15.000 (0)  |

| N. | Data           | Torneo                                                     | Superficie  | Compagna      | Avversarie in finale                 | Punteggio        |
| 1. | 19 maggio 2019 | Kurume Best Amenity International Women's Tennis, Kurume   | Sintetico   | Erina Hayashi | Hiroko Kuwata Ena Shibahara          | 6-0, 4-6, [5-10] |
| 2. | 22 giugno 2019 | Figueira da Foz International Ladies Open, Figueira da Foz | Cemento     | Laura Pigossi | Francisca Jorge Olga Parres Azcoitia | 4–6, 6–4, [9–11] |
| 3. | 4 gennaio 2020 | Sunrise Aluminium Women's Circuit, Hong Kong               | Cemento     | Zhang Ying    | Eudice Chong Wu Fang-hsien           | 6(2)-7, 1-6      |
| 4. | 26 marzo 2022  | ACT Clay Court International, Canberra                     | Terra rossa | Yuki Naito    | Han Na-lae Jang Su-jeong             | 6-3, 2-6, [5-10] |
| 5. | 23 luglio 2022 | President's Cup, Nur-Sultan                                | Cemento     | Momoko Kobori | Marija Tkačeva Anastasija Zolotarëva | 6-4, 1-6, [6-10] |

## Vittorie contro giocatrici Top 10
| Stagione | 2025 | Totale |
| Vittorie | 1    | 1      |

| #    | Giocatrice     | Ranking | Evento              | Superficie  | Turno | Punteggio | Rank. MUR |
| ---- | -------------- | ------- | ------------------- | ----------- | ----- | --------- | --------- |
| 2025 |                |         |                     |             |       |           |           |
| 1.   | Jessica Pegula | 3       | Madrid Open, Madrid | Terra rossa | 3T    | 6-3, 6-2  | 56        |